# Adams County (Ohio)
Adams County je okres amerického státu Ohio založený v roce 1797. Správním střediskem je město West Union. Pojmenovaný je podle druhého amerického prezidenta Johna Adamse.
Leží na jihu státu Ohio, přes řeku Ohio sousedí se státem Kentucky.